# Босанска перуника
Босанска перуника (лат. Iris reichenbachii var. bosniaca, G. Beck) је биљка из породице Iridaceae, рода перуника (Iris), босанскохерцеговачка ендемска врста. Диплоидна хромозомска гарнитура 2 н = 24 или 2 н = 48.

## Опис
Босанска перуника је вишегодишња биљка висине 10-35 цм. Има дебело подземно стабло - поданак. Листови су равни или благо српасти, оштро зашиљени. Ширине су 4-15 мм. Листови при цвету - приперци или брактеје, су јајолики ланцетасти, трбушасто надувени, на полеђини гребеничасти. Жућкасто су зелене боје, са опнастим ободима. 
Цвета у мају и јуну. Цветови су двополни, благог мириса. Цвет се састоји од 6 жутих латица, сраслих при дну. Перигонска цев је дуга 1,5-2,5 (ређе 3) цм, скоро дупло дужа од плода, али краћа од режњева. Спољни режњеви су широки, јајолики или издужени. Светло жућкасти су, са љубичастим тачкама и пругама у доњем делу. У доњој трећини горње стране уочава се ред жутих штрчећих длака. Унутрашњи режњеви су клинасти или јајолики. 
Плод је чаура са 3 режња, дужине 50-60 мм, и отвара се уздужно; садржи много светлосмеђег, округлог семена које је на једној страни зашиљено.

## Екологија и распрострањеност
Босанска перуника расте појединачно или у већем броју и обраста површине од неколико квадратних метара. Насељава суве ливаде и пашњаке са плитким каменитим земљиштем, на карбонатним и серпентинским стенама. У долини потока Гостовић у Босни постоји карактеристична врста локалне ендемске фитосоциолошке заједнице. Босанска перуника сусреће се у биљним заједницама планинских рудина на кречњачкој и доломитској подлози вегетацијских редова са врстама рода Sesleria и Creps.   
Ендемска је врста централних и источних Динарских планина.  
Locus classicus: Босна - врх Требевића (1.600 м).